# Пирятинська міська рада
Пирятинська міська рада — орган місцевого самоврядування у Лубенському районі Полтавської області з центром у місті Пирятині. Окрім Пирятина раді підпорядковано с. Верхоярівка, с. Замостище, с. Заріччя, с. Ївженки, с. Калинів Міст, с. Новоселівка, а з 01.01.2016 року ще с.Олександрівка, с.Рівне та с.Могилівщина (в рамках утворення Пирятинської міської ОТГ).

## Географія
Територією, що підпорядкована міській раді, протікають річки Удай та Перевод.

## Влада
Загальний склад ради — 26
Міські голови (голови міської ради)
- Сімонов Андрій Вікторович

2020 — нині
- Рябоконь Олексій Петрович

2010 — 2020
- Шаповал Дмитро  Михайлович[1]

26.03.2006 — 31.10.2010